# Tolosaldea
Tolosaldea è una comarca della Spagna, situata nella comunità autonoma dei Paesi Baschi ed in particolare nella provincia di Gipuzkoa.